# Regiunea Mayo-Kebbi Est
Regiunea Mayo-Kebbi Est este una dintre cele 22 unități administrativ-teritoriale de gradul I ale statului Ciad. Reședința sa este orașul Bongor.